# Violet (Peanuts)
Violet Gray is een personage uit de Amerikaanse stripserie Peanuts van Charles M. Schulz. Ze maakte haar debuut in de strip van 7 februari 1951. Ze bleef een vast personage in de strip tot 16 november 1986. Hierna hadden nog wel enkele andere personages die sterk op haar leken een cameo in de serie.

## Personage
Violet heeft lang bruin haar dat ze vaak in een paardenstaart of vlecht draagt. Haar achternaam werd in de strips slechts eenmaal genoemd, te weten op 4 april 1953.
Violet ontwikkelde in de strip vrijwel geen sterke persoonlijkheid of kenmerkende eigenschappen, in tegenstelling tot de personages die na haar hun intrede deden in de strip. Ze was aanvankelijk een oppervlakkig personage. Schulz gaf zelf in een interview toe dat hij het niet nodig achtte haar een grotere persoonlijkheid te geven. Terwijl de andere personages zich verder ontwikkelden, bleef Violets rol in de serie vrijwel onveranderd.
Violet komt uit een hoge klasse familie en gedraagt zich derhalve vaak als een snob. Ze schept graag op over haar vader, vooral in welke punten hij beter is dan de vaders van de andere personages.
Violet gedroeg zich geregeld grof tegenover Charlie Brown. Zo stond ze erom bekend hem geregeld uit te schelden, te vernederen, niet uit te nodigen voor feestjes en soms zelfs fysiek pijn te doen, hoewel ze dat laatste veel minder deed dan bijvoorbeeld Lucy van Pelt.
Violet introduceerde de running gag dat iedere keer wanneer Charlie Brown een football-bal wil wegschoppen, een ander personage de bal voor zijn neus weghaalt. Violet deed dit uit angst dat Charlie haar arm zou raken. Al snel werd dit gedrag overgenomen door Lucy.